# Kraft Foods
Kraft Foods, Inc. er en amerikanskbaseret multinational fødevarekoncern med hovedkvarter i Illinois. Selskabet, der er verdens næststørste af sin slags, er noteret på New York Stock Exchange, men majoriteten ejes af Altria Group (tidligere kendt som Philip Morris).
Koncernen er repræsenteret i Norden via datterselskabet Kraft Foods Nordic, som gennem opkøbet af flere nordiske næringsmiddelbedrifter ejer kendte mærkevarer som Freia og Maarud i Norge; Marabou, Estrella og Gevalia i Sverige.
Blandt koncernens øvrige mærker er Miracle Whip, O'boy, Milka, Toblerone og Daim.
I 2015 fusionerede Kraft Foods med Heinz, hvilket resulterede i dannelsen af Kraft Heinz Company.

## Eksterne links
- Kraft Foods Danmark Arkiveret 29. september 2007 hos  Wayback Machine
- Kraft Foods Nordic
- Kraft Foods International

| Firma | Spire Denne artikel om et firma eller en virksomhed i USA er en spire som bør udbygges. Du er velkommen til at hjælpe Wikipedia ved at udvide den. |